# Magdalena Sibil·la de Hessen-Darmstadt

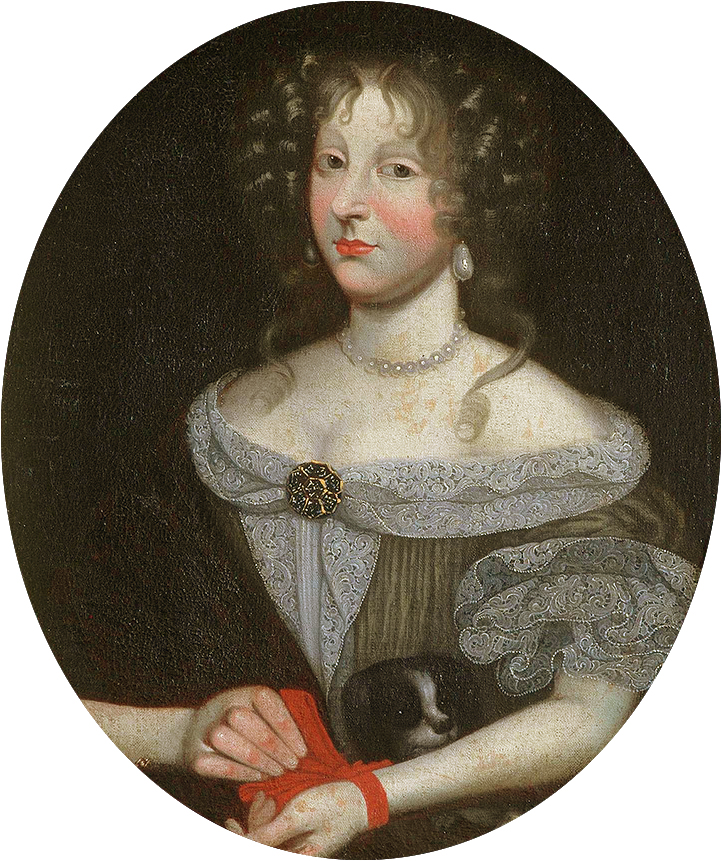

Magdalena Sibil·la de Hessen-Darmstadt (en alemany Magdalena Sibylla von Hessen-Darmstadt) va néixer a Darmstadt (Alemanya) el 28 d'abril de 1652 i va morir a Kirchheim unter Teck l'11 d'agost de 1712. Era una noble alemanya, filla de Lluís VI de Hessen-Darmstadt (1630-1678) i de Maria Elisabet de Holstein-Gottorp (1634-1665).
En morir la seva mare va ser educada a Estocolm per la seva tia la reina vídua Hedwig Elionor de Schleswig-Holstein-Gottorp, en un ambient de profundes creences religioses. Va ser allà on, amb motiu d'una visita del príncep de Württemberg, va conèixer Guillem Lluís de Württemberg. Als 25 anys enviudà assumint el paper de regent del ducat de Württemberg, en nom del seu fill Eberhard Lluís, des de 1677 al 1693 quan aquest va complir els 16 anys.
Inspirada sempre en la prudència i la religiositat va gaudir d'una gran popularitat. El seu esperit religiós es reflectí en els nombrosos himnes que va escriure, essent una destacada compositora de música barroca.

## Matrimoni i fills
El 6 de novembre de 1673 es va casar a Darmstadt amb Guillem Lluís de Württemberg (1647-1677), fill d'Eberhard III de Württemberg (1614-1674) i d'Anna Caterina de Salm-Kyrburg (1614-1655). El matrimoni va tenir quatre fills:
- Elionor (1674-1683).

- Eberhardina (1675-1707).

- Eberhard Lluís (1676-1733), casat amb Joana Elisabet de Baden-Durlach (1680-1757).

- Magdalena Guillema (1677-1742), casada amb Carles Guillem de Baden-Durlach (1679-1738).

## Obres
- Christliche Betrachtung der betrübten Zeit, Nuremberg 1680 (devocionari en prosa, amb alguns versos)
- Neu-vermehrtes ... Andachts-Opfer., Stuttgart 1683 (184 himnes)
- Das mit Jesu gekreutzigte Herz., 3 vols, Stuttgart and elsewhere in 1691 (Pregàries i cançons)
- Geistliche Krancken-Apotheck., Stuttgart 1703 (devocionari)